# Nucula nucleus
Nucula nucleus är en musselart som beskrevs av Carl von Linné 1758. Nucula nucleus ingår i släktet Nucula och familjen nötmusslor. Arten är reproducerande i Sverige. Inga underarter finns listade i Catalogue of Life.

Höger klaff
Vänster klaff

## Bildgalleri

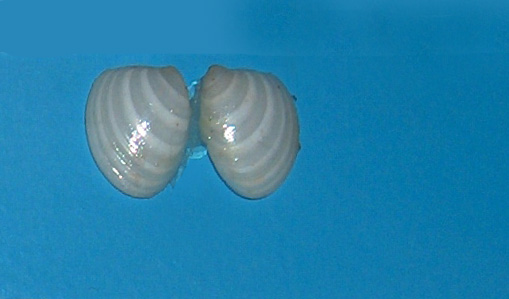
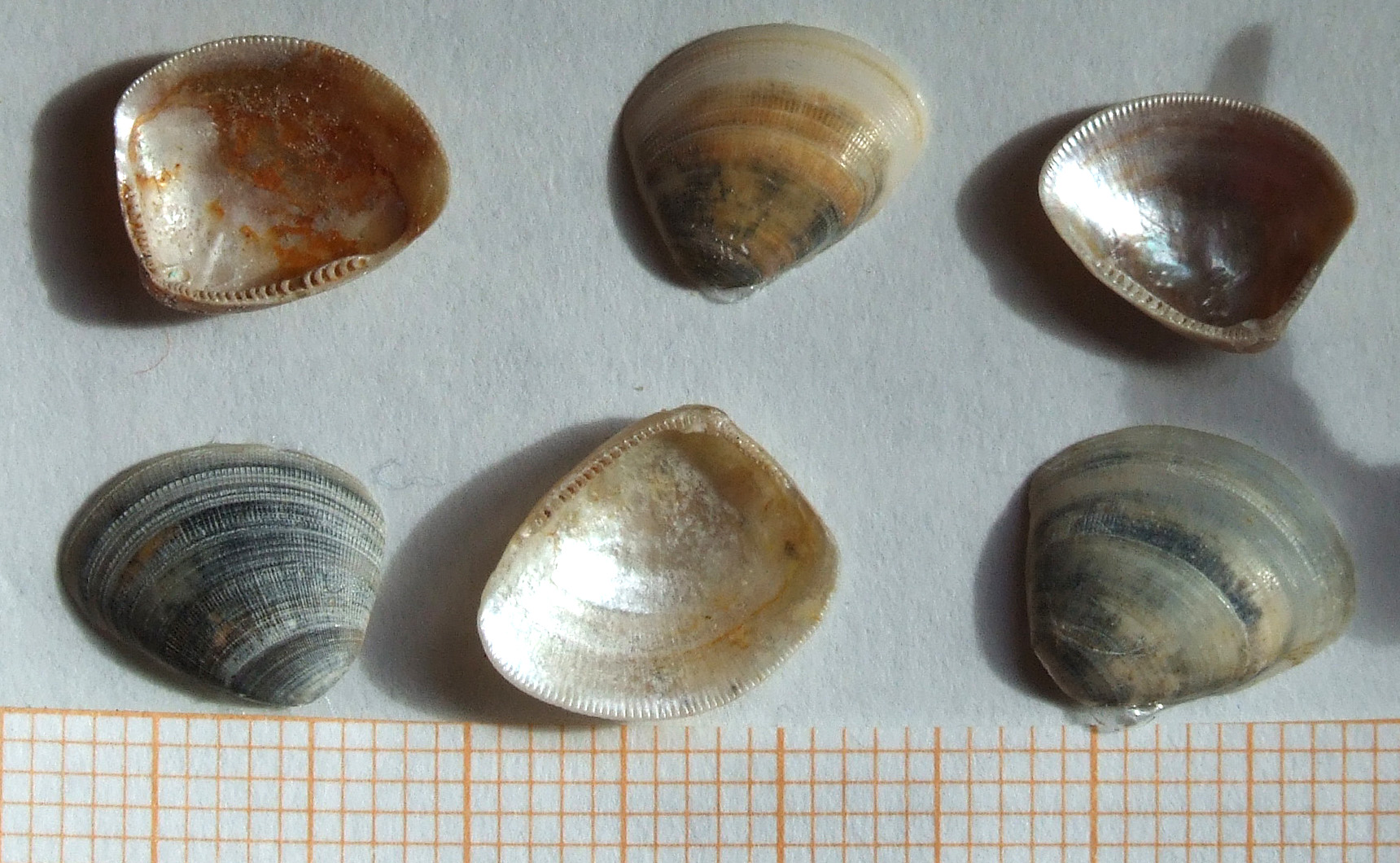